# Svirče
Svirče je mjesto na otoku Hvaru, u općini Jelsa.
Nalazi se usred Starogradskog polja, podno Sv. Nikole, najvišeg vrha otoka Hvara (626. m), na središnjem, nizinskom dijelu otoka Hvara, gdje je otok najširi (u pravcu sjever-jug).

## Zemljopisni položaj
Svirče se nalazi se na 43° 9' 27" sjeverne zemljopisne širine i 16° 38' 50" istočne zemljopisne dužine, istočno od Starog Grada i Dola, južno od Vrbanja, a zapadno od Jelse.

## Naziv
Ime je množinski oblik. Dva su mišljenja o nastanku Svirača i o tom imenu. Prvo mišljenje je da su Svirče nastale kada se nekoliko pastira odvojilo od matičnog mjesta Vrbanja. Prema legendi oni su svirali i pjevali oko današnjih Svirača i tu se nastanili. Drugo mišljenje je da su Svirče nastale kod izvora vode jer svir znači voda, a postoji jedan manji izvor u Svirčima.

## Gospodarstvo
Danas Svirče spadaju u najprosperitetnija sela na otoku, čijem napretku pridonosi i nekoliko proizvođača vrhunskih vina te moderna uljara za preradu maslina.
Vinogradarstvo i vinarstvo (vinarija Plančić).

Vina Ivan Dolac, čiji je proizvođač Poljoprivredna zadruga i vinarija iz Svirača su nositelji oznake Izvorno hrvatsko Hrvatske gospodarske komore, a vino Plavac Hvar je nositelj oznake Hrvatska kvaliteta Hrvatske gospodarske komore. 
PZ Svirče je u 2006. godini nagrađena za najbolju vinariju u Hrvatskoj, te je na međunarodnom sajmu vina u Parizu nagrađena zlatnom medaljom za kvalitetu proizvoda.
"Na mostu" sve do 1965. g. okupljanje nedjeljom do 400 vrijednih nadničara iz Zagore.

## Turizam
Većina Svirčana se bavi turizmom u Ivan Dolcu. Ivan Dolac je mjesto na južnoj strani otoka. Većina kuća se iznajmljuje gostima. S južne strane otoka pa tako i iznad Ivan Dolca je najkvalitetnije vino na otoku i prodaje se po visokoj cijeni.
Kroz Svirče prolazi i jedna od najljepših biciklističkih staza na Jadranu

## Stanovništvo
Jedino autohtono i apsolutno većinsko stanovništvo u Svirčama su Hrvati. 
| broj stanovnika | 544   | 839   | 674   | 755   | 847   | 745   | 731   | 642   | 636   | 626   | 627   | 588   | 558   | 491   | 445   | 407   | 385   |
|                 | 1857. | 1869. | 1880. | 1890. | 1900. | 1910. | 1921. | 1931. | 1948. | 1953. | 1961. | 1971. | 1981. | 1991. | 2001. | 2011. | 2021. |

Pri popisu iz 1991., naselje je smanjeno izdvajanjem dijela područja naselja u samostalno naselje Ivan Dolac. U 1869., 1921., 1931., 1961. i 1971. popis sadrži podatke za naselje Ivan Dolac. U 1869. sadrži podatke za naselje Sveta Nedjelja, grad Hvar, i za bivše naselje Jagodna.
Selo ima 445 stanovnika (popis iz 2001.). Svoj demografski maksimum je imalo oko 1910. godine, kada je imalo skoro 900 stanovnika. Od tada se broj stanovnika prepolovio zbog iseljavanja i depopulacije izrazito smanjio.

## Religija
Svi stanovnici Svirača su katolici. 
Zaštitnica župe je Sv. Marija Magdalena kojoj je posvećena i crkva nastala u 20. st. na mjestu stare crkve iz 19. st. Crkva je jedina crkva na Hvaru koja ima kupolu i jedna je od najvećih. Izrazito značajan događaj kako za Svirče tako i za cijeli otok je procesija Za Križen.

## Znamenitosti
Na ulazu u Svirče je spomen-park poginulima u 2. svjetskom ratu sa 7 metara visokom skulpturom koja predstavlja stilizirani trs loze, akademskog umjetnika Dinka Vrankovića (1939. – 1996.) iz Svirača. 
- Crkva Bezgrješnog začeća BDM, zaštićeno kulturno dobro
- Crkva sv. Nikole od Planine, zaštićeno kulturno dobro
- Crkva sv. Josipa, zaštićeno kulturno dobro
- Crkva sv. Magdalene, zaštićeno kulturno dobro

## Poznati Svirčani
- Juraj Carić (Svirče, 5. siječnja 1854. - Jelsa, 5. travnja 1927.), poznati putopisac, pjesnik i pomorac. Pisao je o moru. Jedan je od značajnijih hrvatskih pomorskih putopisaca.
- Ćiro Carić (1882. – 1962.) autor nautičkih tablica svjetskog glasa
- Josip Makjanić (Svirče, 1837. – 1929.) napredan vinogradar, samouki umjetnik-kipar, ljetopisac i ugledni mještanin. Prvi na središnjem dijelu otoka započeo s uporabom sumpora u zaštiti vinove loze i prvi u selu (u svojoj konobi) ugradio turanj (prešu za grožđe). Iz njegova ljetopisa zaključuje se da je proveo siromašno djetinstvo, često je spominjao vjeru u Boga koja mu daje snagu i usmjerava njegov životni put. Ostavši zarana bez majke i starijeg brata, živio s bolesnim ocem, zasnovao obitelj u kojoj je imao osmero djece od kojih je jedan sin postao pomorski kapetan, a dva sina postaše svećenici, te skupa sa starijim sinom mukotrpnim radom stiče zavidan posjed. U mladosti ponekad izrađivao djeci igračke od drva, naučio čitati i pisati nakon svoje 60-godine i tako svojim vrlo vrijednim zapisima opisao događaje i običaje u selu (i na otoku), te izradio niz religijskih skulptura u drvu (žila od masline) za što je 1929.g. primio odlikovanje za umjetnost, a još za života o njemu je prof. J.Carić napisao novelu "Izgubljeni umjetnik". U ljetopisu je zapisao kako reče svoju uzrečicu-vodilju: "Nisam se uzdao sam u sebe, ni u svoju pamet, ufao sam se u Božju pomoć i Bog mi je bio u pomoći i tako sam svega imao".
- Jakov Carić (Svirče, 1881. - Dubrovnik, 1947.), završio slavistiku i klasične jezike. Objavljivao je rasprave o jeziku i književnosti po raznim časopisima. Pisao je i pjesme.
- Don Dinko Vranković (Svirče, 1906. - Split, 1970.), svećenik, povjesničar, kršćanski humanist
- Antun Ilija Carić, književnik i folklorni pisac
- prof. Dinko Vranković, fotograf, slikar, kipar, likovni pedagog, primijenjeni umjetnik
- Mario Plenković, komunikolog, otac Andreja Plenkovića

## Šport
- NK SOŠK Svirče, nogometni klub

## Vanjske poveznice
|  | Zajednički poslužitelj ima još gradiva o temi Svirče |